# Jos Clijsters
Jos Clijsters, né à Louvain le 28 mars 1950, est le président du conseil d'administration de Belfius Banque et Assurances.

## Formation
Titulaire d’une maîtrise en sciences économiques appliquées (marketing) de la KUL (1973), il suit les cours de gestion générale du CEDEP à Fontainebleau ainsi que divers autres séminaires internationaux de gestion.

## Carrière
Il entame sa carrière professionnelle chez Unilever en 1974 au sein du département consumer marketing dry foods. En 1981, il rejoint BNP Paribas Fortis Bank (anciennement Fortis, anciennement Générale de Banque), où il assume les responsabilités du développement marketing à tous les niveaux. De 1990 à 1995, il est directeur général du marketing pour les particuliers, les professionnels et les PME et c’est sous sa hiérarchie que Marcel Berlingin crée une compagnie d’assurance-vie Alpha Life. En 1995, il fonde la Banque de la Poste, une coentreprise entre la Générale de Banque et la Poste belge], dont il est le premier CEO. En 1999, il revient chez Fortis Group où il est responsable du marketing retail ; il réalise la fusion entre la Générale de Banque et la CGER.
En 2002, il devient CEO du Réseau Fortis Retail en Belgique : les résultats du département retail pour la Belgique passent de 15 m € à 400 m € ; il met en place une nouvelle stratégie retail axée sur le client.
En 2005, il devient membre du Comité exécutif de Fortis ainsi que membre du Comité de direction de Fortis Banque et assume au niveau mondial les responsabilités des activités de retail (1 000 ETP, € 1 milliard de bénéfices nets – ALM inclus – et € 4,5 milliards en top line). En sa qualité de CEO Retail Banking il développe les activités de la banque à l’international et réalise des acquisitions en Pologne, en Turquie, en Irlande et en Allemagne. Il quitte Fortis comme CEO Retail Banking à la fin de l’année 2007. Jos Clijsters démissionne du conseil d'administration de Fortis Banque en janvier 2009.
Il est jusqu’en 2009 président du conseil de surveillance de Fortis Bank Polska SA et de Fortis Bank Turkey.
Il rejoint le Groupe Dexia en qualité de conseiller auprès du Comité de Direction en janvier 2011.
Le 5 septembre 2011, il est nommé président du comité de direction et administrateur de Belfius Banque et Assurances.
Le 1er janvier 2014, il quitte sa fonction de président du comité de direction pour la fonction de président du conseil d'administration.

## Autres
Il a également été pendant plusieurs années président de la Fondation marketing belge.
Il est actuellement vice-président de l’association University College Leuven (qui est une émanation de la KUL).